# Aethalura nanaria
Aethalura nanaria är en fjärilsart som beskrevs av Otto Staudinger 1897. Aethalura nanaria ingår i släktet Aethalura och familjen mätare. Inga underarter finns listade i Catalogue of Life.